# William Edward Gordon Hemming
William Edward Gordon Hemming, britanski general, * 1899, † 1953.